# Loreauville
Loreauville és una població dels Estats Units a l'estat de Louisiana. Segons el cens del 2000, tenia 938 habitants.

## Demografia
Segons el cens del 2000, Loreauville tenia 938 habitants, 329 habitatges i 249 famílies. La densitat de població era de 739,1 habitants/km².
Dels 329 habitatges en un 43,2% vivien nens de menys de 18 anys, en un 55,3% vivien parelles casades, en un 14,6% dones solteres i en un 24,3% no eren unitats familiars. En el 21,9% dels habitatges vivien persones soles, el 9,7% de les quals corresponia a persones de 65 anys o més que vivien soles. El nombre mitjà de persones que vivien en cada habitatge era de 2,85 i el nombre mitjà de persones que vivien en cada família era de 3,33.
Per edats la població es repartia de la següent manera: un 32,4% tenia menys de 18 anys, un 8,6% entre 18 i 24, un 29,2% entre 25 i 44, un 16,3% de 45 a 60 i un 13,4% 65 anys o més.
L'edat mediana era de 32 anys. Per cada 100 dones de 18 o més anys hi havia 87,6 homes.
La renda mediana per habitatge era de 28.125 $ i la renda mediana per família, de 30.069 $. Els homes tenien una renda mediana de 27.422 $ mentre que les dones, de 18.250 $. La renda per capita de la població era de 12.158 $. Entorn del 26,6% de les famílies i el 30,3% de la població estaven per davall del llindar de pobresa.

## Poblacions més properes
El següent diagrama mostra les poblacions més properes.